# Głodowo (powiat bytowski)
Głodowo (kaszub. Głodowò, niem. Gloddow) – stara wieś kaszubska w Polsce położona na Pojezierzu Bytowskim, w pobliżu północnozachodniej granicy regionu Kaszub zwanego Gochami, w województwie pomorskim, w powiecie bytowskim, w gminie Miastko, nad jeziorami Bluj i Kołoleż, przy drodze krajowej nr 20 Stargard Szczeciński – Szczecinek – Gdynia i na trasie nieistniejącej już linii kolejowej Bytów – Miastko (obecnie trasa rowerowa). W miejscowości rozwija się agroturystyka.
W latach 1975–1998 miejscowość należała administracyjnie do województwa słupskiego.
Inne miejscowości o nazwie Głodowo: Głodowo, Głodowo Wielkie, Głodowo-Dąb